# Serge Moureaux
Pour les articles homonymes, voir Moureaux.
Serge Moureaux né le 1er janvier 1934 à Bruxelles (Etterbeek) et mort le 25 avril 2019 , est un avocat et un homme politique belge francophone.

## Biographie
Serge Moureaux est le fils du ministre libéral Charles Moureaux et de Madeleine Blaton, et frère du ministre d'État socialiste Philippe Moureaux.
Docteur en droit de l'Université libre de Bruxelles (ULB), il est avocat au barreau de Bruxelles à partir de 1956.
Sa vie professionnelle et publique est marquée par l'engagement, tant dans ses activités d'avocat que dans les nombreux  mandats politiques qu'il a exercés.
Tout jeune avocat, il sera responsable permanent du collectif belge des avocats du Front de libération nationale algérien de 1958 à 1962, fondements d'une solide carrière dans les prétoires de France et de Belgique et souvent dans des procès retentissants :
- procès en vue de l'extradition de Klaus Croissant à Paris,
- procès du drame du Heysel,
- partie civile dans le procès contre le Vlaamse Militanten Orde (VMO, activistes de l'extrême-droite flamande),
- partie civile contre le Front de la jeunesse (extrême-droite francophone),
- partie civile contre les incendiaires criminels de l'hebdomadaire POUR,
- partie civile pour l'État du Rwanda dans l'affaire Ntuyahaga près la cour d'assises de Bruxelles

Concomitamment à ses activités d'avocat, Serge Moureaux s'est investi dans la sphère politique belge et a exercé de nombreux mandats pour le Front Démocratique des Francophones d'abord (jusqu'en 1985) avant de rejoindre les rangs du Parti socialiste.
Il a occupé de nombreuses fonctions politiques parmi lesquelles :
- Premier Échevin francophone de l’Agglomération de Bruxelles (1971-1989). Chargé de l'urbanisme, il y joue un rôle déterminant dans la lutte contre la « bruxellisation » tristement célèbre, et agit pour une reconstruction de la ville.
- Sénateur fédéral du 2 mai 1977 au 21 mai 1995.
- Député régional bruxellois du 18 juin 1989 au 21 mai 1995, président du Parlement francophone de Bruxelles et du groupe socialiste (PS) du Conseil de la Région de Bruxelles-Capitale.
- Député fédéral de Bruxelles de 1995 à 1999  et Président-adjoint du groupe parlementaire socialiste.

Il a été membre de plusieurs commissions d'enquête parlementaires, Tchernobyl - extrême-droite - Dutroux et a présidé la commission parlementaire sur les sectes (1996>1998).
Avocat, personnalité politique, Serge Moureaux est aussi un homme de lettres, attaché à la culture francophone, il a exercé la présidence de la Maison de la francité jusqu'en 2011.

## Ouvrage
- Léopold III, La tentation autoritaire - 2002, Éditions Luc Pire  (ISBN 2-87415-142-4) (OCLC 56494013). Écrit en réponse au livre posthume de Léopold III de Belgique: Pour l'histoire - Sur quelques épisodes de mon règne, Éditions Racine